# Mário Pais de Sousa
Mário Pais de Sousa (Santa Comba Dão, 22 de Fevereiro de 1891 — Lisboa, 19 de Abril de 1949) foi um político ligado ao regime do Estado Novo que entre outras funções de relevo, foi primeiro governador civil de Coimbra (1931), depois Ministro do Interior dos governos presididos por António de Oliveira Salazar de 21 de Outubro de 1931 a 5 de Janeiro de 1932 e  de 18 de Janeiro de 1936 a 6 de Setembro de 1944. 
Deu nome ao largo onde se realizava a feira de Santa Comba, ao lado da antiga Escola Primária Masculina, que o povo ainda teimosamente apelida de Largo da Feira. 

## Biografia
Era advogado, licenciado em Direito pela Universidade de Coimbra (1911). Conterrâneo de Oliveira Salazar, mantinha com ele fortes afinidades ideológicas, sendo católico militante e membro do CADC. No período da Primeira República Portuguesa foi membro da União Liberal Republicana, de Cunha Leal. Foi também Provedor da Santa Casa da Misericórdia de Lisboa (1944). 
Mário Pais de Sousa era irmão de Abel Pais de Sousa, casado com Laura Salazar, irmã de António de Oliveira Salazar. Na sua juventude, Salazar priva, em Viseu, com Abel Pais de Sousa, filho de uma conhecida família de Santa Comba Dão. Abel vem a casar mais tarde com a sua irmã Laura. 
Era também primo (em 2º grau) de António Pascoal, engenheiro fundador da conhecida marca de produtos alimentares e da sua fundação homónima e foi ainda presidente do S.C. Beira-Mar.
A 20 de junho de 1936, foi agraciado com o grau de Grã-Cruz da Ordem Militar de Cristo.